# Шлезвіг (повіт)
Шле́звізький пові́т (нім. Kreis Schleswig), або Шле́звіг — земельний повіт у Пруссії (1867—1871) та Німеччині (1871—1974). Повітовий центр — Шлезвіг. Розташовувався у Центральному Шлезвігу. Перебував у складі Шлезвіг-Гольштейської провінції (1867—1946) і Шлезвіг-Гольштейнської землі (1946—1974). Створений 1867 року на основі управління і міста Шлезвіг як повіт. Входив до Шлезвізької урядової округи. У складі повіту перебувало 79 громад. Площа — 1.054,07 км² (1973). Населення — 101.400 осіб (1973). 1974 року увійшов до складу новоутвореного повіту Шлезвіг-Фленсбург.

## Історія
- 1868: створено повіт у складі Прусського королівства, Шлезвіг-Гольштейнська провінція, Шлезвігський урядовий округ.
- з 1871: Німецька імперія
- з 1918: Республіка
- 24 березня 1974: увійшов до складу новоутвореного повіту Шлезвіг-Фленсбург.

## Населення
| Рік  | Осіб    | Лютерани     | Католики     | Інші християни | Юдеї       |
| ---- | ------- | ------------ | ------------ | -------------- | ---------- |
| 1900 | 66.603  | 65.333 (98%) | 887 (1,3%)   | —              | —          |
| 1910 | 71.987  | 70.365 (98%) | 1.047 (1,5%) | —              | —          |
| 1925 | 70.109  | 68.416 (98%) | 691 (1%)     | 63 (0,09%)     | 65 (0,03%) |
| 1933 | 71.927  | 70.308 (98%) | 1.063 (1,5%) | 18 (0,03%)     | 52 (0,07%) |
| 1939 | 73.627  | 69.659 (95%) | 1.569 (2,1%) | 102 (0,14%)    | 32 (0,07%) |
| 1950 | 127.798 | —            | —            | —              | —          |
| 1960 | 98.200  | —            | —            | —              | —          |
| 1969 | 101.400 | —            | —            | —              | —          |

## Герб
У синьому щиті срібна чайка, під якою золоті лани, перетяті зеленими хвилястими лініям; лани затиснуті між синіми водоймами, які перетяті срібними хвилями: права водойма — гостроверхими хвилями, ліва водойма — кругловерхими. Герб затверджено 12 червня 1930 року.